# Literaturjahr 1762
Liste der Literaturjahre

◄◄ | 1758 | 1759 | 1760 | 1761 | Literaturjahr 1762 | 1763 | 1764 | 1765 | 1766 | ► | ►►

Weitere Ereignisse
Dieser Artikel behandelt das Literaturjahr 1762.

## Ereignisse

### Prosa

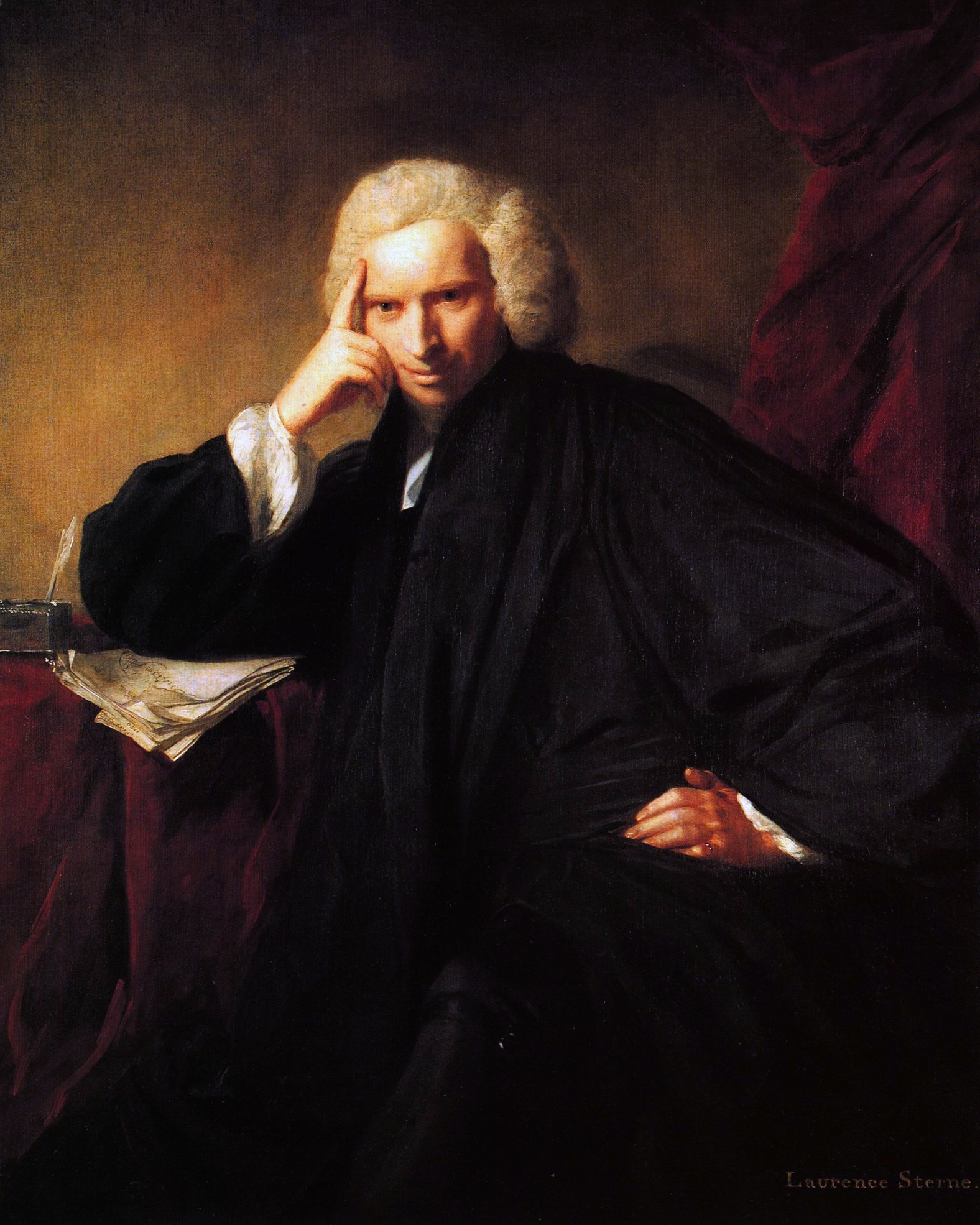
Laurence Sterne, Gemälde von Joshua Reynolds (1760)

- Band 5 und 6 des neunteiligen Romans The Life and Opinions of Tristram Shandy, Gentleman von Laurence Sterne erscheinen. Im gleichen Jahr unternimmt der Autor eine Grand Tour nach Frankreich und Italien, wo er unter anderem Paul Henri Thiry d’Holbach und Denis Diderot kennenlernt.
- Charlotte Lennox veröffentlicht ihren vierten Roman Sophia.
- Sarah Fieldings letzter Roman Xenophon's Memoirs of Socrates, with the Defense of Socrates Before His Judges erscheint.
- Oliver Goldsmith veröffentlicht The Citizen of the World, eine Sammlung fiktiver Briefe eines angeblich in London residierenden chinesischen Gelehrten.

### Lyrik
- Der kroatische Schriftsteller Matija Antun Relković verfasst sein wichtigstes Werk Satyr oder Der Wilde Mann, ein Band mit Lehrgedichten.

### Drama
- 5. Januar: Das Theaterstück Il re cervo (König Hirsch) von Carlo Gozzi hat seine Uraufführung am Teatro San Samuele in Venedig.
- 18. Januar: Die „empfindsame Komödie“ Das Herrenrecht von Voltaire wird an der Comédie-Française in Paris mit dem nicht autorisierten Titel L’Écueil du sage uraufgeführt. Das Publikum reagiert verhalten. Vereinzelte Aufführungen folgen in der Provinz und vermutlich in Wien.
- 22. Januar: Das tragikomische Märchen Turandot von Carlo Gozzi hat seine Uraufführung am Teatro San Samuele in Venedig. Der Stoff stammt aus einer persischen Erzählung, die durch die Märchensammlung Tausendundein Tag (hezār-o-yek rūz) auch im westlichen Kulturkreis bekannt wurde.
- 23. Januar: Das Theaterstück Le baruffe chiozzotte (Viel Lärm in Chiozza) von Carlo Goldoni wird in Venetischem Dialekt im Teatro San Luca in Venedig uraufgeführt.
- 25. Oktober: Das Theaterstück La donna serpente (Die Frau als Schlange) von Carlo Gozzi hat seine Uraufführung am Teatro Sant’Angelo in Venedig.

- Die Komödie The Sister von Charlotte Lennox erscheint.

### Wissenschaftliche Werke
- Im April erscheint in Amsterdam Jean-Jacques Rousseaus staatswissenschaftliches Werk Du contrat social ou Principes du droit politique (Vom Gesellschaftsvertrag oder Prinzipien des Staatsrechtes), das in Frankreich, den Niederlanden, in Genf und Bern sofort verboten wird. In Paris und Genf wird ein Haftbefehl gegen ihn erlassen. Auch sein im gleichen Jahr erscheinendes pädagogisches Werk Emile oder über die Erziehung wird verboten. Der Pariser Erzbischof Christophe de Beaumont greift das Werk scharf an.

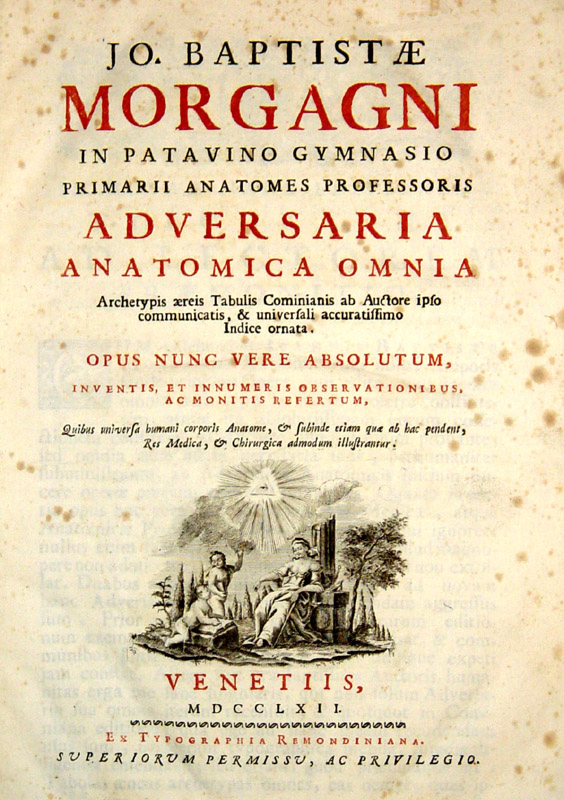
Titelseite der zweiten erweiterten Ausgabe

- Giovanni Battista Morgagni, Professor für Anatomie an der Universität Padua, veröffentlicht eine erweiterte Ausgabe seiner sechsteiligen Adversaria Anatomica Omnia.
- In seinem Buch Introduction a la Philosophie naturelle beschreibt der niederländische Naturwissenschafter Pieter van Musschenbroek die Perseiden erstmals als jährlich wiederkehrendes Ereignis.
- Der erste Tafelband (Agriculture – Art militaire) der von der katholischen Kirche indizierten Encyclopédie ou Dictionnaire raisonné des sciences, des arts et des métiers von Denis Diderot und Louis de Jaucourt erscheint.

### Malerei
- Anton Raphael Mengs veröffentlicht zunächst anonym das Buch Gedanken über die Schönheit und über den Geschmak in der Malerey, das in zahlreichen Akademien als Lehrbuch Verwendung findet.
- Horace Walpole verfasst Some Anecdotes of Painting in England.

### Sonstiges
- Diderot lernt im Salon des Baron d’Holbach Lawrence Sterne kennen, der ihm den ersten Teil seines Romans Tristram Shandy schickt.
- Christoph Martin Wieland beginnt mit seiner Übersetzung der Werke William Shakespeares, mit der er das Theaterleben in Deutschland nachhaltig beeinflussen wird. Am Komödienhaus in seiner Heimatstadt Biberach an der Riß wird im gleichen Jahr erstmals ein Stück Shakespeares in deutscher Sprache aufgeführt, die Komödie Der Sturm in Wielands Übersetzung.

## Geboren
- 13. Januar: Johann Gottfried Hagemeister, deutscher Schauspieler, Dichter, Publizist und Lehrer († 1806)
- 14. Januar: Pierre-Édouard Lémontey, französischer Schriftsteller, Librettist und Historiker († 1826)
- 23. Januar: Christian August Vulpius, deutscher Schriftsteller († 1827)
- 16. Februar: Friederike Juliane von Schimmelmann, deutsche Adelige, Mittelpunkt des Emkendorfer Kreises († 1816)
- 23. Februar: Johanna Antoni, deutsche Schriftstellerin († 1843)

- 12. April: Louis Fauche-Borel, Schweizer Buchdrucker und Buchhändler († 1829)
- 13. April: Louis-Charles Caigniez, französischer Theaterschriftsteller († 1842)
- 22. April: Baruch Jeitteles, böhmischer Rabbiner, Talmudgelehrter, Schriftsteller und Arzt († 1813)

- 19. Mai: Johann Gottlieb Fichte, deutscher Philosoph († 1814)
- 19. Juli: Karl Friedrich Christian Wilhelm von Sponeck, deutscher Forstmann, Sachbuchautor und Professor († 1827)

- 9. August: Mary Randolph, US-amerikanische Hausfrau und Autorin von Haushaltungs- und Kochbüchern († 1828)
- 13. August: Johann Christoph Sachse, deutscher Schriftsteller und Bibliotheksdiener unter J. W. v. Goethe († 1822)
- 15. August: Johann Otto Thieß, deutscher lutherischer Theologe und Schriftsteller († 1810)

- 11. September: Joanna Baillie, britische Dichterin der Romantik († 1851)
- 28. September: Michael Andreaš, slowenischer Dichter († 1821)

- 21. Oktober: George Colman der Jüngere, englischer Schriftsteller († 1836)
- 28. Oktober: Karl Philipp Conz, deutscher Dichter und Schriftsteller († 1827)
- 29. Oktober: André Chénier, französischer Schriftsteller († 1794)

- 10. November: Wilhelm Ludwig Gottlob von Eberstein, deutscher Schriftsteller und Philosoph († 1805)
- 10. November: Johann Ludwig Klüber, deutscher publizistischer Schriftsteller († 1837)
- 24. November: António Pereira de Sousa Caldas, brasilianischer Dichter und Autor († 1814)
- 25. November: Leonhard Wächter, deutscher Schriftsteller († 1837)

- 21. Dezember: Friedrich Karl Gottlob Hirsching, deutscher Universalgelehrter und Lexikograph († 1800)
- 26. Dezember: Johann Gaudenz von Salis-Seewis, Schweizer Dichter († 1834)

- Susanna Rowson, US-amerikanische Schriftstellerin und Schauspielerin, († 1824)

## Gestorben
- 2. Februar: Friedrich Zollmann, sächsischer Archivar, Historiker und Kartograph (* 1690)
- 24. März: Johann Gottfried Zentgrav, deutscher evangelischer Theologe, Rhetoriker und Literaturwissenschaftler (* 1722)
- 27. Mai: Alexander Gottlieb Baumgarten, deutscher Philosoph (* 1714)

- 8. Juni: Theophil Georgi, deutscher Buchhändler, Verleger und Bibliograph (* 1674)
- 17. Juni: Prosper Jolyot Crébillon, französischer Dramatiker (* 1674)
- 26. Juni: Luise Adelgunde Victorie Gottsched, deutsche Schriftstellerin (* 1713)

- 7. Juli: Johann Georg Bock, deutscher Literaturwissenschaftler und Dichter (* 1698)
- 21. August: Mary Wortley Montagu, englische Schriftstellerin (* 1689)
- 5. September: Johann Christian Crell, sächsischer Notar, Historiograph und Buchhändler (* 1690)

- 14. Oktober: Hieronymus Pez, österreichischer Benediktinermönch, Philologe, Historiker und Bibliothekar (* 1685)
- 27. Oktober: Gottlob Sebastian von Lucke, deutscher Dichter (* 1745)

- 13. Dezember: Jonathan Krause, deutscher evangelischer Theologe und Kirchenliederdichter (* 1701)
- Dezember: Mary Collyer, britische Schriftstellerin und Übersetzerin (* um 1716/17)

- Richard Bathurst, britischer Arzt und Schriftsteller (* 1722/23)